# Effe come Festival
Effe come Festival è un programma televisivo andato in onda su La EFFE dal 2015 al 2016, in cui lo scrittore Alessandro Mari e la giornalista Marta Perego andavano in giro per l'Italia alla scoperta dei principali eventi culturali, intervistandone i protagonisti e illustrandone le dinamiche, le motivazioni, le tematiche e i momenti salienti. 
Dopo una prima stagione andata in onda nel 2015, composta da dieci puntate e venti dirette streaming sul web, Laeffe ha confermato la trasmissione per una seconda edizione, composta anch'essa da 10 puntate e presentata sempre da Mari e Perego, andata in onda nel 2016. 
Nessun comunicato è stato rilasciato in relazione a un'eventuale terza edizione.
Tra gli ospiti avuti dalla trasmissione: Vinicio Capossela, Giovanni Bignami, J-Ax, Paolo Fresu, Gianrico Carofiglio, Fiorella Mannoia, Antonello Venditti, Mauro Corona, Umberto Galimberti, Zerocalcare e Daria Bignardi.

## Puntate

### Stagione 1
| n° | Festival                    | Località  | Prima messa in onda |
| -- | --------------------------- | --------- | ------------------- |
| 1  | Festival dialoghi sull'uomo | Pistoia   | 1 agosto 2015       |
| 2  | Festival Collisioni         | Barolo    | 15 agosto 2015      |
| 3  | Mix Festival                | Cortona   | 29 agosto 2015      |
| 4  | Time in Jazz                | Berchidda | 12 settembre 2015   |
| 5  | Festival della Mente        | Sarzana   | 26 settembre 2015   |
| 6  | Festivaletteratura          | Mantova   | 10 ottobre 2015     |
| 7  | Pordenonelegge              | Pordenone | 24 ottobre 2015     |
| 8  | Bookcity                    | Milano    | 7 novembre 2015     |
| 9  | Festival della Scienza      | Genova    | 21 novembre 2015    |
| 10 | Lucca Comics                | Lucca     | 5 dicembre 2015     |

### Stagione 2
| n° | Festival             | Località         | Prima messa in onda |
| -- | -------------------- | ---------------- | ------------------- |
| 1  | La Grande Invasione  | Ivrea            | 25 giugno 2016      |
| 2  | Caffeina Festival    | Viterbo          | 9 luglio 2016       |
| 3  | Il Libro Possibile   | Polignano a Mare | 23 luglio 2016      |
| 4  | Festival Drodesera   | Dro              | 3 settembre 2016    |
| 5  | Buskers Festival     | Ferrara          | 17 settembre 2016   |
| 6  | Festival della Mente | Sarzana          | 1 ottobre 2016      |
| 7  | Festivaletteratura   | Mantova          | 15 ottobre 2016     |
| 8  | Cous Cous Fest       | San Vito Lo Capo | 29 ottobre 2016     |
| 9  | Lucca Comics         | Lucca            | 19 novembre 2016    |
| 10 | Bookcity             | Milano           | 3 dicembre 2016     |